# Cantón de Remoulins
El cantón de Remoulins era una división administrativa francesa, que estaba situada en el departamento de Gard y la región de Languedoc-Rosellón.

## Composición
El cantón estaba formado por nueve comunas:
- Argilliers
- Castillon-du-Gard
- Collias
- Fournès
- Pouzilhac
- Remoulins
- Saint-Hilaire-d'Ozilhan
- Valliguières
- Vers-Pont-du-Gard

## Supresión del cantón de Remoulins
En aplicación del Decreto nº 2014-232 de 24 de febrero de 2014, el cantón de Remoulins fue suprimido el 22 de marzo de 2015 y sus 9 comunas pasaron a formar parte del nuevo cantón de Redessan.